# Bürgerschaftswahl in Hamburg 2011
- Linke: 8
- SPD: 62
- GAL: 14
- FDP: 9
- CDU: 28

- Regierung: 62
- Opposition: 59

Die Wahl zur 20. Hamburgischen Bürgerschaft am 20. Februar 2011 wurde am 15. Dezember 2010 von der Bürgerschaft beschlossen, nachdem die seit 2008 regierende schwarz-grüne Koalition zerbrochen war und die Senatoren der GAL im Senat Ahlhaus am 29. November 2010 ihren Rücktritt erklärt hatten. Die Wahl führte zur absoluten Mehrheit der SPD im Landesparlament, das am 7. März 2011 Olaf Scholz zum Ersten Bürgermeister und am 23. März 2011 die von ihm vorgeschlagenen Senatoren wählte (Senat Scholz I).
Gleichzeitig wurden am 20. Februar 2011 auch neue Bezirksversammlungen gewählt, allerdings zu einer verkürzten Wahlperiode bis zum 13. Juni 2014.
Das erneut geänderte Wahlrecht in Hamburg (mit insgesamt 20 bei Bürgerschaft und Bezirksversammlung zu verteilenden Stimmen) führte zu einer mehrtägigen Auszählung, deren amtliches Endergebnis am 4. März 2011 ermittelt wurde, bevor die Bürgerschaft am 7. März zur ersten Sitzung zusammentrat.
Die Wahlbeteiligung lag mit 57,3 Prozent noch deutlich unter dem bislang schlechtesten Ergebnis von 2008.

## Wahlrecht
2011 galt ein neues Wahlrecht: Aufgrund eines Volksentscheides (2004) waren bereits zur Wahl 2008, außer über die Landesliste, auch Abgeordnete über die 17 neu gebildeten Wahlkreise, in denen fünf Stimmen an einzelne Kandidaten oder die jeweilige Parteiliste zu vergeben waren, in die Bürgerschaft gewählt worden. Ein neuerliches Volksbegehren führte zur Verstärkung des personalisierten Verhältniswahlrechts, bei der nun auch bei der Landesliste 5 Stimmen (durch kumulieren oder panaschieren) auf einzelne Kandidaten oder eine Parteiliste zu verteilen waren, während bei den Wahlkreisen nun ausschließlich einzelne Kandidaten zur Wahl standen. Gleiches galt für die Wahlen zu den Bezirksversammlungen, die zukünftig allerdings zeitgleich zur Europawahl stattfinden sollen. Es waren somit insgesamt 20 Stimmen auf den vier Wahlscheinen zu vergeben, die auf Grund der zahlreichen Kandidaten in Form von vier Heften herausgegeben wurden.

## Wahlergebnis
| Listen                                          | Listen                       | Wahlkreisstimmen | Wahlkreisstimmen | Wahlkreisstimmen | Landesstimmen | Landesstimmen | Landesstimmen | Mandate Gesamt |
| Listen                                          | Listen                       | Stimmen          | %                | Mandate          | Stimmen       | %             | Mandate       | Mandate Gesamt |
| ----------------------------------------------- | ---------------------------- | ---------------- | ---------------- | ---------------- | ------------- | ------------- | ------------- | -------------- |
|                                                 | SPD                          | 1.547.521        | 45,3             | 37               | 1.667.804     | 48,4          | 25            | 62             |
|                                                 | CDU                          | 784.791          | 23,0             | 18               | 753.805       | 21,9          | 10            | 28             |
|                                                 | Grüne/GAL                    | 485.998          | 14,2             | 12               | 384.502       | 11,2          | 2             | 14             |
|                                                 | FDP                          | 215.018          | 6,3              | 1                | 229.125       | 6,7           | 8             | 9              |
|                                                 | Die Linke                    | 237.661          | 7,0              | 3                | 220.428       | 6,4           | 5             | 8              |
|                                                 | Piraten                      | 70.403           | 2,1              | –                | 73.126        | 2,1           | –             | –              |
|                                                 | NPD                          | 35.359           | 1,0              | –                | 30.648        | 0,9           | –             | –              |
|                                                 | Die PARTEI                   | 7.176            | 0,2              | –                | 23.994        | 0,7           | –             | –              |
|                                                 | Freie Wähler                 | 16.975           | 0,5              | –                | 23.135        | 0,7           | –             | –              |
|                                                 | Rentner                      | 1.531            | 0,0              | –                | 15.847        | 0,5           | –             | –              |
|                                                 | ÖDP                          | 3.963            | 0,1              | –                | 10.464        | 0,3           | –             | –              |
|                                                 | Bü-Mi                        | –                | –                | –                | 8.380         | 0,2           | –             | –              |
|                                                 | BIG Hamburg                  | –                | –                | –                | 3.344         | 0,1           | –             | –              |
|                                                 | Einzelbewerber/Übrige        | 8.460            | 0,2              | –                | –             | –             | –             | –              |
| Gesamt                                          | Gesamt                       | 3.414.856        | 100              | 71               | 3.444.602     | 100           | 50            | 121            |
|                                                 |                              |                  |                  |                  |               |               |               |                |
| Gültige Stimmzettel                             | Gültige Stimmzettel          | 690.916          | –                |                  | 696.568       | –             |               |                |
| Ungültige Stimmzettel                           | Ungültige Stimmzettel        | 25.955           | 3,6              |                  | 21.278        | 3,0           |               |                |
| Abgegebene Stimmzettel                          | Abgegebene Stimmzettel       | 716.871          | –                |                  | 717.846       | –             |               |                |
| Nicht abgegebene Stimmzettel                    | Nicht abgegebene Stimmzettel | 2.005            | 0,3              |                  | 1.030         | 0,1           |               |                |
| Wähler                                          | Wähler                       | 718.876          | 57,3             |                  | 718.876       | 57,3          |               |                |
| Wahlberechtigte                                 | Wahlberechtigte              | 1.254.638        |                  |                  | 1.254.638     |               |               |                |
|                                                 |                              |                  |                  |                  |               |               |               |                |
| Quellen: Amtlicher Anzeiger - Statistisches Amt |                              |                  |                  |                  |               |               |               |                |

Am 15. Mai 2011 fand im Bezirk Harburg eine partielle Wiederholungswahl in den Wahllokalen Kirchenhang 33 (Wahlbezirk 71006) und Grumbrechtstraße 63 (Wahlbezirk 71108) statt. Sie brachte keine Mandatsveränderung. Dagegen gibt es aber Auswirkungen in der Bezirksversammlung Harburg.

## Wahlanalyse
Die SPD errang 62 von 121 Sitzen in der Bürgerschaft. Mit einem Stimmenanteil von 48,4 Prozent erzielte sie ihr bestes Ergebnis seit 1982. Die CDU verlor fast die Hälfte ihres Stimmenanteils und kam mit 21,9 Prozent auf ihr bis dahin schlechtestes Ergebnis. Mit einem Minus von 20,7 Prozentpunkten erlitt die CDU die bislang höchsten Verluste bei einer Wahl zu einem deutschen Landesparlament überhaupt. Die schweren Verluste werden von Wahlforschern mit dem Scheitern der schwarz-grünen Koalition begründet, für das die Wähler hauptsächlich die CDU verantwortlich machten. Zudem hatte der Erste Bürgermeister und CDU-Kandidat Ahlhaus deutlich niedrigere Beliebtheitswerte als sein Amtsvorgänger von Beust, der im August 2010 zurückgetreten war. Die Amtszeit von Ahlhaus dauerte weniger als sechs Monate und war vom Zerfall der schwarz-grünen Koalition geprägt, weshalb ihm auch kein Amtsbonus zugutekommen konnte.
Die Grünen konnten mit einem Stimmenanteil von 11,2 Prozent leicht zulegen, jedoch blieben auch sie hinter den Erwartungen zurück und konnten nur wenig vom positiven bundesdeutschen Trend profitieren. Die GAL verfehlte damit ihr Wahlziel, eine rot-grüne Koalition eingehen zu können. Die FDP verbesserte sich auf 6,7 Prozent und erreichte damit ihr bestes Ergebnis seit 1974. Sie konnte erstmals seit 2001 wieder in die Bürgerschaft einziehen. Ihr gutes Abschneiden wurde von den schweren Verlusten der CDU begünstigt, wodurch sie sich gegen die allgemein schlechten bundesdeutschen Umfragewerte behaupten konnte. Die Linke blieb mit 6,4 Prozent stabil bei ihrem Ergebnis der vorherigen Wahl. Damit konnte die Partei zum zweiten Mal in Folge in die Bürgerschaft einziehen. Von den übrigen acht Parteien und Wählervereinigungen, die alle an der Fünf-Prozent-Hürde scheiterten, erreichte lediglich die Piratenpartei mit 2,1 Prozent ein nennenswertes Ergebnis.
Die Wahlbeteiligung sank zum dritten Mal in Folge, von 71 % im Jahr 2001 auf 68,7 % im Jahr 2004 und 63,5 % im Jahr 2008 sowie schließlich 57,3 % im Jahr 2011.

## Ausgangssituation
Bei der Bürgerschaftswahl am 24. Februar 2008 war die bis dahin allein regierende CDU (Senat von Beust II) von der absoluten auf die relative Mehrheit der Mandate zurückgefallen. Bürgermeister Ole von Beust hatte deshalb eine Koalitionsregierung mit der GAL gebildet (Senat von Beust III). Am 18. Juli 2010, dem Tag des Volksentscheids über die Schulreform in Hamburg, gab Ole von Beust seinen Rücktritt zum 25. August 2010 bekannt, unabhängig vom Ausgang des Volksentscheid. In diesem Volksentscheid wurde die von ihm favorisierte Verlängerung der Grundschulzeit von vier auf sechs Jahre von den Bürgerinnen und Bürgern mehrheitlich abgelehnt.
Nach von Beusts Rücktritt und der Wahl von Christoph Ahlhaus zum Ersten Bürgermeister am 25. August 2010 gab die GAL am 28. November 2010 bekannt, die Koalition vorzeitig zu beenden, und sprach sich für Neuwahlen aus. Daraufhin beschloss die Bürgerschaft am 15. Dezember 2010 einstimmig gemäß Artikel 11 Absatz 1 der Verfassung der Freien und Hansestadt Hamburg die Abhaltung von Neuwahlen am 20. Februar 2011.
Die folgende Tabelle zeigt die Ergebnisse der vorangegangenen Wahlen in Hamburg.
| Wahl                    | Datum      | CDU    | SPD    | Grüne/GAL | Linke  | FDP    | Piraten | Sonstige |
| ----------------------- | ---------- | ------ | ------ | --------- | ------ | ------ | ------- | -------- |
| Bundestagswahl          | 27.09.2009 | 27,8 % | 27,4 % | 15,6 %    | 11,2 % | 13,2 % | 2,6 %   | 2,1 %    |
| Europawahl              | 09.06.2009 | 29,7 % | 25,4 % | 20,5 %    | 6,7 %  | 11,1 % | 1,2 %   | 5,6 %    |
| Bürgerschaftswahl       | 24.02.2008 | 42,6 % | 34,1 % | 9,6 %     | 6,4 %  | 4,8 %  | 0,2 %   | 2,3 %    |
| Bezirksversammlungswahl | 24.02.2008 | 38,1 % | 32,2 % | 14,6 %    | 7,5 %  | 5,6 %  | –       | 1,9 %    |

Meinungsumfragen ließen bereits bei der Auflösung der Bürgerschaft am 15. Dezember 2010 einen deutlichen Stimmenzuwachs bei SPD und GAL und eine Mehrheit für Rot-Grün erwarten. Eine absolute Mehrheit der SPD, für die wegen der Sperrklausel von 5 Prozent ungefähr 46 Prozent der Stimmen nötig waren, erschien zwar vorstellbar, aber nicht sicher. Die Rückkehr der FDP in die Bürgerschaft galt als unwahrscheinlich.
| Institut                | Befragungs- methode | Datum      | CDU  | SPD  | Grüne/GAL | Linke | FDP | Sonstige |
| ----------------------- | ------------------- | ---------- | ---- | ---- | --------- | ----- | --- | -------- |
| Trend Research          | Online-Panel        | 15.12.2010 | 24 % | 45 % | 16 %      | 8 %   | 3 % | 4 %      |
| Infratest dimap         | telefonisch         | 13.12.2010 | 22 % | 43 % | 19 %      | 7 %   | 4 % | 5 %      |
| Trend Research          | Online-Panel        | 07.12.2010 | 22 % | 45 % | 17 %      | 7 %   | 3 % | 6 % *    |
| Trend Research          | Online-Panel        | 02.12.2010 | 24 % | 44 % | 17 %      | 7 %   | 4 % | 5 %      |
| Psephos                 | telefonisch         | 01.12.2010 | 28 % | 45 % | 14 %      | 6 %   | 3 % | 4 %      |
| Forschungsgruppe Wahlen | telefonisch         | 01.12.2010 | 22 % | 41 % | 21 %      | 7 %   | 4 % | 5 %      |
| Psephos                 | telefonisch         | 12.11.2010 | 35 % | 40 % | 12 %      | 6 %   | 4 % | 3 %      |

Infratest-dimap-Umfrage zufolge fühlten sich im Januar 2011 15 Prozent, am 2. Februar 28 Prozent und am 10. Februar 41 Prozent über das neue Wahlrecht gut informiert.

## Parteien
Folgende Parteien und Wählervereinigungen traten mit einer Landesliste zur Wahl an:
| Partei                                                                                        | Kürzel       | Wahlkreislisten | Mitglieder | Ergebnis 2008 | Spitzenkandidat    |
| --------------------------------------------------------------------------------------------- | ------------ | --------------- | ---------- | ------------- | ------------------ |
| Christlich Demokratische Union Deutschlands                                                   | CDU          | 17              | 9.500      | 42,6 %        | Christoph Ahlhaus  |
| Sozialdemokratische Partei Deutschlands                                                       | SPD          | 17              | 10.700     | 34,1 %        | Olaf Scholz        |
| Bündnis 90/Die Grünen, Landesverband Hamburg, Grün-Alternative-Liste                          | GRÜNE/GAL    | 17              | 1.883      | 9,6 %         | Anja Hajduk        |
| Die Linke.                                                                                    | DIE LINKE    | 17              | 1.507      | 6,4 %         | Dora Heyenn        |
| Freie Demokratische Partei                                                                    | FDP          | 17              | 1.300      | 4,8 %         | Katja Suding       |
| Partei für Arbeit, Rechtsstaat, Tierschutz, Elitenförderung und basisdemokratische Initiative | Die PARTEI   | 1               | 430        | 0,3 %         | Heinz Strunk       |
| Piratenpartei Deutschland                                                                     | PIRATEN      | 11              | 453        | 0,2 %         | Claudius Holler    |
| Ökologisch-Demokratische Partei – Die grüne Alternative                                       | ÖDP          | 2               | 50         | 0,1 %         | Verena Häggberg    |
| Bündnis für Innovation und Gerechtigkeit                                                      | BIG Hamburg  | 0               | 100        | –             | Yasemin Candan     |
| Bürgerliche Mitte                                                                             | Bü-Mi        | 0               | 19         | –             | Mareile Kirsch     |
| Freie Wähler Hamburg                                                                          | FREIE WÄHLER | 5               |            | –             | Wolf Achim Wiegand |
| Nationaldemokratische Partei Deutschlands                                                     | NPD          | 15              | 140        | –             | Torben Klebe       |
| Rentner Partei Deutschland                                                                    | RENTNER      | 1               | 60         | –             | Ralph Scharsig     |

Eine Wählervereinigung und sechs Einzelkandidaten nahmen an der Wahl in einzelnen Wahlkreisen teil:
| Wahl- kreis | Bezeichnung                                                                                               | Kürzel                         | (Spitzen-)Kandidat  |
| ----------- | --- | ------------------------------ | ------------------- |
| 10          | Nordabgeordnete                                                                                           | WNA                            | Dorle Olszewski     |
| 2           | Allgemeine Rechte und Pflichten der Minderheiten in Hamburg – Mit mir Marouf Shadab für Euch in den Senat | ARP                            | Marouf Shadab       |
| 1           | Bildung sichert Rente                                                                                     | BsR                            | Ralf Appelt         |
| 6           | Detlef Grumann: Parteilos – Für eine faire Arbeitswelt                                                    | Für eine faire Arbeitswelt     | Detlef Grumann      |
| 9           | Hans-Dieter Neumann, parteilos                                                                            | –                              | Hans-Dieter Neumann |
| 3           | Romuald Jasinski-Integration für den Menschen und mit den Menschen                                        | Romuald Jasinski – Integration | Romuald Jasinski    |
| 1           | Zukunft braucht Wahrheit                                                                                  | MUSTAFA                        | Mustafa Akpolat     |

Parteien, die nicht ununterbrochen seit der letzten Wahl im Bundestag oder in einem Landtag vertreten sind, mussten zur Zulassung der Landesliste 1000 Unterstützungsunterschriften vorweisen, für Wahlkreislisten jeweils 100 Unterschriften. Die Sarazzistische Partei – für Volksentscheide SPV Atom-Stuttgart21 konnte die erforderlichen Unterstützungsunterschriften nicht vorlegen und hat einen Antrag auf außerordentliche Zulassung gestellt. Zudem wurde Antrag beim Hamburgischen Verfassungsgericht mit dem Ziel gestellt, wegen der verkürzten Vorlaufzeit dieser Wahl vom Sammeln von 1.000 Unterstützungsunterschriften befreit zu werden. Auch die Freie Wähler Deutschland Unabhängige Gruppe Deutschland Partei Union Vereinigung (DIE FREIE Hamburg) konnte laut eigenen Angaben die erforderlichen Unterstützungsunterschriften nicht in ausreichendem Maße sammeln. Die Freie Union hatte ihre Teilnahme angezeigt, jedoch keine Landesliste eingereicht. Nicht zur Wahl zugelassen wurden Die Deutschen Konservativen, weil sie ihre Beteiligungsanzeige verspätet eingereicht hatten. Nur zur Wahl der Bezirksversammlung im Wahlkreis 14 trat die Humanwirtschaftspartei (HUMANWIRTSCHAFT) an.

## Wahlkreise und Mandate
| Nr. | Wahlkreis                                  | Sitze | Bezirk        | Stadtteile |
| --- | ------------------------------------------ | ----- | ------------- | --- |
| 1   | Hamburg-Mitte                              | 5     | Hamburg-Mitte | Altstadt, HafenCity, Neustadt, St. Pauli, St. Georg, Hammerbrook, Borgfelde, Hamm, Horn, Neuwerk                                                                    |
| 2   | Billstedt – Wilhelmsburg – Finkenwerder    | 5     | Hamburg-Mitte | Billstedt, Billbrook, Rothenburgsort, Veddel, Wilhelmsburg, Kleiner Grasbrook, Steinwerder, Waltershof, Finkenwerder                                                |
| 3   | Altona                                     | 5     | Altona        | Altona-Altstadt, Altona-Nord, Ottensen, Bahrenfeld, Groß Flottbek, Othmarschen, Sternschanze                                                                        |
| 4   | Blankenese                                 | 5     | Altona        | Lurup, Osdorf, Nienstedten, Blankenese, Iserbrook, Sülldorf, Rissen                                                                                                 |
| 5   | Rotherbaum – Harvestehude – Eimsbüttel-Ost | 3     | Eimsbüttel    | Rotherbaum, Harvestehude, Hoheluft-West, Eimsbüttel |
| 6   | Stellingen – Eimsbüttel-West               | 3     | Eimsbüttel    | Eidelstedt, Stellingen, Eimsbüttel |
| 7   | Lokstedt – Niendorf – Schnelsen            | 4     | Eimsbüttel    | Lokstedt, Niendorf, Schnelsen |
| 8   | Eppendorf – Winterhude                     | 4     | Hamburg-Nord  | Hoheluft-Ost, Eppendorf, Winterhude |
| 9   | Barmbek – Uhlenhorst – Dulsberg            | 5     | Hamburg-Nord  | Uhlenhorst, Hohenfelde, Barmbek-Nord, -Süd, Dulsberg |
| 10  | Fuhlsbüttel – Alsterdorf – Langenhorn      | 4     | Hamburg-Nord  | Groß Borstel, Alsterdorf, Ohlsdorf, Fuhlsbüttel, Langenhorn |
| 11  | Wandsbek                                   | 4     | Wandsbek      | Eilbek, Wandsbek, Marienthal, Jenfeld, Tonndorf |
| 12  | Bramfeld – Farmsen-Berne                   | 4     | Wandsbek      | Farmsen-Berne, Bramfeld, Steilshoop |
| 13  | Alstertal – Walddörfer                     | 5     | Wandsbek      | Wellingsbüttel, Sasel, Poppenbüttel, Hummelsbüttel, Lemsahl-Mellingstedt, Duvenstedt, Wohldorf-Ohlstedt, Bergstedt, Volksdorf                                       |
| 14  | Rahlstedt                                  | 4     | Wandsbek      | Rahlstedt |
| 15  | Bergedorf                                  | 5     | Bergedorf     | Allermöhe, Neuallermöhe, Altengamme, Bergedorf, Billwerder, Curslack, Kirchwerder, Lohbrügge, Moorfleet, Neuengamme, Ochsenwerder, Reitbrook, Spadenland, Tatenberg |
| 16  | Harburg                                    | 3     | Harburg       | Harburg, Neuland, Gut Moor, Wilstorf, Rönneburg, Langenbek, Sinstorf, Marmstorf, Eißendorf, Heimfeld                                                                |
| 17  | Süderelbe                                  | 3     | Harburg       | Altenwerder, Moorburg, Hausbruch, Neugraben-Fischbek, Francop, Neuenfelde, Cranz, Eißendorf, Heimfeld                                                               |

## Bezirksversammlungswahl
| Partei       | Stimmen   | Stimmanteil | Sitze |
| ------------ | --------- | ----------- | ----- |
| SPD          | 1.551.728 | 44,9 %      | 172   |
| CDU          | 803.558   | 23,2 %      | 89    |
| Grüne/GAL    | 492.477   | 14,2 %      | 52    |
| Linke        | 241.304   | 7,0 %       | 25    |
| FDP          | 207.195   | 6,0 %       | 20    |
| Piraten      | 93.667    | 2,7 %       | 3     |
| NPD          | 36.676    | 1,1 %       |       |
| Freie Wähler | 20.598    | 0,6 %       |       |
| Die Partei   | 8.265     | 0,2 %       |       |
| WNA          | 2.162     | 0,1 %       |       |